# Singos
Singos (griech. Σίγγος, Siggos) war eine antike Stadt auf der Chalkidike im Norden Griechenlands, die auf dem Isthmos der Halbinsel Sithonia im Gebiet der heutigen Ortschaft Agios Nikolaos lag. Singos ist namensgebend für die Meeresbucht, dem Singitischen Golf, zwischen der Halbinsel Sithonia und Athos.
Erwähnt wird die Stadt erstmals von Herodot in seiner Beschreibung des Kriegszuges des Perserkönigs Xerxes I. im Jahre 480 v. Chr. gegen die aufständischen Griechen. Nach den Perserkriegen 480-479 v. Chr. gehörte Singos dem Attischen Seebund mit der Vormacht Athen an und zahlte in der Regel einen jährlichen Tribut von 2 Talenten in die Bundeskasse ein. Wohl mit dem Ausbruch des Peloponnesischen Krieges 432 v. Chr. trat Singos, wie auch andere Städte der Chalkidike, aus dem Bund aus. Dies lässt sich unter anderem aus dem Fehlen der Stadt in den attischen Tributlisten schließen. In der Folgezeit scheint die Bevölkerung in das landeseinwärts gelegene Olynth gezogen zu sein, da in den Tributlisten der Jahre 425 und 421 v. Chr. das nun wieder zu Athen gehörende Singos nur noch eine äußerst geringe Abgabe von 10 Drachmen (1 Talent = 6000 Drachmen) an Athen zu leisten hatte. 421 v. Chr. schlossen die Protagonisten des Peloponnesischen Krieges Athen und Sparta den Nikiasfrieden. Nach den Bestimmungen des Friedensvertrages sollte Singos zwar unabhängig aber tributpflichtig gegenüber Athen sein. Inwieweit Singos den Bestimmungen des Friedensvertrages nachkam, lässt sich nicht sagen, da es keinerlei Nachricht dazu gibt. Auch der weitere Verlauf der Stadtgeschichte liegt wegen fehlender Quellen im Dunkeln. Singos scheint jedoch zerstört worden zu sein, da Strabon um die Zeitenwende berichtet, dass die Stadt in Trümmern liege.
Die exakte Lage von Singos ist nicht gesichert. Der Althistoriker Michael Zahrnt vermutet Singos im unmittelbaren Bereich des heutigen Dorfes Agios Nikolaos an der Meeresküste (Pyrgi oder zwischen Pyrgi und Livrochio) des Singitischen Golfs. Dorfbewohner weisen auf einen Megas Teichos auf der Halbinsel Livari nördlich von Vourvourou hin; diese Position wird von Zahrnt mit dem Hinweis auf recht kleine agrarwirtschaftlich nutzbare Fläche der Küstenebene von Vourvourou mit Bezug auf die relativ hohe Tributleistung der Stadt Singos für den Attischen Seebund als sehr unwahrscheinlich angesehen. Systematische Ausgrabungen oder Funde antiker Überreste, welche eine genauere Positionsbestimmung erlauben würden, sind nicht vorhanden.